# Past Times with Good Company
Past Times with Good Company es el primer disco en directo de la banda Blackmore's Night, lanzado en 2002. 
El concierto fue grabado en Groningen, Países Bajos, y en Nueva York. 
Se lanzó en octubre de 2002 en Europa y en enero de 2003 en Estados Unidos y Canadá. 
La versión limitada europea contiene una versión en griego de "Home Again" y "Fires at Midnight" en acústico. 
El nombre del disco fue tomado de la canción del mismo nombre que aparece en su segundo álbum Under a Violet Moon, escrita por el rey Enrique VIII de Inglaterra. 
La pieza "Fires at Midnight" se atribuye al rey Alfonso X de Castilla.

## Lista de canciones
CD 1
1. Shadow of the Moon (10:56)
2. Play Minstrel Play (04:34)
3. Minstrel Hall (05:43)
4. Past Time with Good Company (07:04)
5. Fires at Midnight (12:28)
6. Under a Violet Moon (05:01)
7. Soldier of Fortune (04:21)

CD 2
1. 16th Century Greensleeves (04:44)
2. Beyond the Sunset (05:28)
3. Morning Star (06:09)
4. Home Again (06:32)
5. Renaissance Faire (05:07)
6. I Still Remember (07:03)
7. Durch den Wald zum Bachhaus (03:11)
8. Writing on the Wall (06:00)
9. Fires at Midnight (Acústico) [edición limitada] (09:50)
10. Home Again (En griego) [edición limitada] (05:17)